# Willie Adams
Wilmer Fred Adams, detto Willie (Fort Wayne, 2 ottobre 1911 – Fort Wayne, 30 settembre 1992), è stato un cestista statunitense, professionista nella NBL.

## Carriera
Giocò una stagione nella NBL, disputando 16 partite con 3,6 punti di media.